# Questa è la mia vita (Luciano Ligabue)
Questa è la mia vita è un singolo di Luciano Ligabue, il primo estratto dall'album Fuori come va? del 2002.
Questa canzone venne utilizzata da Ligabue come apertura del secondo Campovolo nel 2011.
È anche la prima canzone presente nel primo dei 7 dischi della raccolta 77+7, pubblicata nel 2020.

## Il singolo
Il tema principale della canzone è "non si insegna a nessuno come vivere, a meno che non venga esplicitamente richiesto".
Nel singolo, che anticipa il nuovo album di inediti dopo quasi tre anni di assenza dalle scene del cantautore, sono contenuti anche altri due brani. I tre insieme costituiscono una mini-colonna sonora del film Da zero a dieci, diretto dallo stesso Ligabue, per la stagione cinematografica 2002.
Il mini-album è stato pubblicato pochi mesi dopo il film, a seguito della decisione di non realizzarne uno con la colonna sonora completa, come accaduto nel 1998 per Radiofreccia, prima opera cinematografica del cantautore correggese.

## Successo commerciale
Esordisce al primo posto, che riesce a conservare e poi a riprendere durante le otto settimane consecutive di permanenza tra le prime cinque. Rimane in classifica per quattordici settimane.
È stato frequentemente trasmesso in radio, raggiungendo la posizione numero 1 dell'airplay.

## Video musicale
Diretto da Richard Lowenstein, alterna sequenze del film Da zero a dieci, a sequenze inedite in cui Ligabue cammina per strada, cantando il brano, mentre la gente lo ferma di continuo per manifestargli il proprio affetto. Il video è stato girato a Riccione, tra viale Ceccarini e piazzale Roma.
- Videoclip ufficiale, su YouTube. URL consultato il 3 febbraio 2015.

È stato inserito nelle raccolte in DVD, Secondo tempo del 2008 e Videoclip Collection del 2012, quest'ultima distribuita solo in edicola.

## Tracce
Testi e musiche di Luciano Ligabue.
1. Questa è la mia vita – 4:01
2. Libera uscita – 3:50
3. Da zero a dieci suite (strumentale) – 5:08

## Formazione
- Luciano Ligabue - voce, chitarra ritmica

### La Banda
- Federico Poggipollini - chitarra solista
- Mel Previte - chitarra semiacustica
- Antonio Righetti - basso
- Roberto Pellati - batteria, percussioni
- Fabrizio Simoncioni - pianoforte, tastiera, cori

### Altri musicisti
- Fabrizio Barbacci - chitarra acustica

## Classifiche
| Classifica (2002) | Posizione massima |
| ----------------- | ----------------- |
| Italia            | 1                 |

### Classifiche di fine anno
| Classifica (2002) | Posizione |
| ----------------- | --------- |
| Italia            | 5         |